# Eugène Hucher
Eugène Hucher est un maître-verrier français né Eugène Frédéric Ferdinand Hucher le 28 mars 1814 à Sarrelouis et mort le 22 mars 1889 au Mans.

## Biographie
Eugène Hucher est le fils de Claude Jean-Baptiste Hucher, ancien directeur des hôpitaux de l'armée de la Moselle, employé supérieur des Domaines, et de Marie Metzinger. Il fait ses études au collège de Charleville où il rencontre Alexandre Bida, qui est devenu un peintre célèbre, et Jean-Jacques Nanquette, futur évêque du Mans. Il a quitté le collège de Charleville à 16 ans pour entrer dans l'administration des Domaines et rejoint son père à Paris où il reste trois ans. Il en profite pour visiter les ateliers d'artistes et les musées.
En 1833, il est surnuméraire à Sedan, en 1837 receveur à Tournon, premier commis à Châteauroux, puis au Mans, en 1838. Quelques mois après l'arrivée d'Eugène Hucher au Mans, en septembre 1839, a lieu le Congrès scientifique de France au Mans sous la direction d'Arcisse de Caumont, ce qui à la mise en place et l'adoption de l'Institut des provinces de France dont le projet était né un an auparavant. Son siège a d'abord été fixé au Mans.
Le 29 juin 1840, il participe pour la première fois à une réunion de la Société française d'archéologie au Mans pendant laquelle il remet des dessins de la cathédrale du Mans. Il est reçu membre de la Société française d'archéologie le 17 juin 1841. En 1842, il publie dans le Bulletin monumental un article sur les statues du portail de la cathédrale Saint-Julien du Mans en montant que les statues représentaient des personnages bibliques et qu'elles dataient de l'évêque Hildebert.
Il se marie en 1841 au Mans avec Marie Legendre.
En 1842, il dessine et peint lui-même trois vitraux qui se trouvent dans la croisée de l'église Notre-Dame de la Couture et publie une notice sur ces vitraux précédée de Considérations sur l'archéologie, envisagée comme science d'application aux intérêts matériels. Ces premiers vitraux ont été suivis des dessins de ceux de l'église Saint-Martin d'Écommoy. 
Il est nommé par arrêté préfectoral membre de la Commission départementale des monuments historiques. Il est nommé en 1844 membre de l’Institut des provinces et publie en 1845 un premier article dans les Mémoires de l'Institut : Essai sur les monnaies frappées dans le Maine. Cette même année il devient membre de la Société française de numismatique.
Continuant son activité dans l'administration des Domaines, il est nommé vérificateur de l'enregistrement en 1846.
En 1846, le maire du Mans, Auguste Trotté de la Roche, décide la création d'un Musée des monuments historiques. Eugène Hucher est membre de la Commission de dix membres pour procéder à son organisation.
Le 22 mai 1849, il devient membre de la Société d'agriculture, sciences et arts de la Sarthe, le 30 novembre suivant il est nommé correspondant du ministère de l'Intérieur pour le service des monuments historiques, et le 17 mai 1850, correspondant du ministère de l'Instruction publique et des cultes. Il abandonne ses fonctions administratives pour se consacrer entièrement a des travaux numismatiques, sigillographiques et archéologiques.
Il reçoit une médaille de 2e classe à l'Exposition universelle de 1855.
Il est chargé de la réfection de la verrière de Saint-Julien dans la Cathédrale Saint-Julien du Mans. Il s'associe avec  les carmélites pour la réalisation des vitraux qu'il réalisa à travers tout l'ouest de la France mais aussi en Amérique, Japon...
Membre de la commission chargée de la création du musée archéologique, il succède à Charles Drouet comme directeur du musée archéologique du Mans, le 22 novembre 1862. Il a écrit de nombreuses études notamment sur les vitraux en Sarthe. Il s'associe aux autres verriers de la place du Mans pour de nombreux projets participant ainsi à la renommée mondiale du Mans dans l'art des vitraux.
Il rachète la  fabrique de vitraux du carmel et la lègue à son fils qui suivra le travail de son père. Quelques années plus tard, Albert Echivard, ancien élève de Eugène Hucher, s'installa à son compte et participa à la réalisation de vitraux.

## Distinctions
- Chevalier de la Légion d'honneur, le 14 août 1862[6].

## Réalisations
- Cathédrale Saint-Julien du Mans,
- Vitraux de Chaufour-Notre-Dame, Montfort-le-Gesnois, Sablé, Ecommoy, La Chapelle du Chêne à Saint-Martin-de-Connée.

## Publications
- « Bibliographie des membres de la Société : Hucher (Eugène) », Annuaire de la Société française de numismatique et d'archéologie, t. 1,‎ 1866, p. 400-401 (lire en ligne)
- Eugène Hucher, Calques des vitraux peints de la cathédrale du Mans: ouvrage renfermant les réductions des plus belles verrières et la description complète de tous les vitraux de cette cathédrale : vitraux des XIIe, XIIIe et XVe siècles, Didron, 1865, 37 p.
- Eugène Hucher, L'art gaulois : ou les Gaulois d'après leurs médailles, A. Morel, Paris, 1868 et 1874. [lire en ligne] (1ère partie) - [lire en ligne] (2ème partie) sur le site Gallica.fr.